# Костадин Ангов
Костадин (Кочо) Мирчев Ангов е български строителен инженер.

## Биография
Роден е на 24 март 1934 година в занаятчийско семейство в град Петрич. През 1959 година се дипломира във ВИАС и започва трудовата си дейност в Ахтопол, като технически ръководител на обект. От 1961 до 1975 година работи, като ръководител на конструктивна, а година по-късно става главен инженер на Регионалната проектантска организация в Благоевград. От 1975 до 1980 година е директор на Строително-промишленото предприятие в града, което произвежда различни бетонови изделия, а от 1980 до 1989 година, ръководи най-голямото строително предприятие в Югозападна България – Домостроителния комбинат в Благоевград. Внася подобрения в конструкцията на панелите, което му е признато за изобретение. През времето на своето управление произвежда и монтира над 24 700 едропанелни апартамента в Благоевград, Перник и Радомир. Конструира още сградите на киното, професионалната гимназия по архитектура, градоустройство и геодезия, комплекс „Мототехника“ в Благоевград. Негово дело е храмът „Света Петка Българска“ в Рупите, за строежа на който е потърсен лично от Ванга.
На 25 май 2016 година е удостоен със званието „Почетен гражданин на Благоевград“.
Почива на 25 юни 2019 година в Благоевград, а след два дни е погребан в родния си град.